# The Office
『The Office』(ジ・オフィス)は、2001年と2002年にBBCで放送されたイギリスのテレビドラマ。
イギリスでは社会現象を巻き起こしたドラマであり、その人気に応えて2003年にスペシャル版も放送された。NBCがリメイク権を買い取り、2005年から2013年までアメリカ人俳優を起用したアメリカ版が放送された。こちらもエミー賞作品賞などを受賞し高評価を得た。

## 概説
イギリスのロンドン郊外の町スラウにある製紙会社ウェーナム・ホッグの支社を舞台に、リッキー・ジャーヴェイス（演出と脚本も務めている）が演じる無神経な上司によって振り回されるオフィスの日常をドキュメンタリー・タッチで描いたシニカルなシチュエーション・コメディ番組である。
英国アカデミー賞テレビ部門では3年連続で作品賞とコメディ演技賞（ジャーヴェイス）が授与された。2003年にはBBCアメリカでも放送され、イギリスのテレビ作品としては初のゴールデングローブ賞の作品賞に輝く。スペシャル番組はエミー賞の候補にもなった。
日本では東芝エンタテインメントが配給し、WOWOWで2005年にコメディUK!内で放送された。2019年12月よりAmazonビデオ、Huluで配信されている。

## 主な登場人物と配役
デヴィッド・ブレント
演 - リッキー・ジャーヴェイス
ウェーナム・ホッグ社のスラウ支社マネージャー。無神経で無能なセクハラ親父。周りから慕われ頼りにされていると思い込んでいる。

ティム・カンタベリー
演 - マーティン・フリーマン
営業。30歳。大学を中退してウェーナム・ホッグに入社。実家住まい。受付嬢のドーンに好意を寄せている。ギャレスに何かとちょっかいを掛けて日頃のストレスを発散している。仕事にはうんざりしている。

ギャレス・キーナン
演 - マッケンジー・クルック
ティムからの度重なる嫌がらせに耐えるマネージャー補佐。軍事オタク。ブレントとは結構馬が合う。ティムたちからは同性愛ネタでイジられることが多い。
ドーン・ティンズリー
演 - ルーシー・デイヴィス
ブレントからの度重なるセクハラと寒いギャグに耐える受付嬢。同じ会社で働く婚約者がいる。ティムの好意には気づいていないようだが、一方で彼が別の女性と仲良くしていると複雑な表情を見せる。
ジェニファー・テイラー - クラーク
演 - スターリン・ギャラハー
ブレント直属の上司。彼とは対照的にプロ意識が高く仕事熱心なビジネスウーマンで、ブレントの無神経な発言や行動に呆れている。
リッキー・ハワード
演 - オリバー・クリス
大学を卒業したばかりの契約社員。クイズが得意で、Blockbusters（実在のイギリスのクイズショー）への出場経験がある。
クリス・フィンチ
演 - ラルフ・アイネソン
社外営業担当。自信家のナルシストであり、他者に対して高圧的な態度をとる人物。頻繁にブレントをいじめている。
ニール・ゴドウィン
演 - パトリック・バラディー
スウィンドン支社のマネージャー。プロ意識が高く人当たりもいい若手マネージャーで、ブレントとは違い部下からも慕われている。ブレントに嫉妬されており、彼による幼稚な妨害行為に遭う。
レイチェル
演 - ステイシー・ロカ
他支社の閉鎖に伴い移籍してきたハツラツとした女性社員。イタズラ好きで、ブレントやギャレスにイタズラを仕掛ける。
アン
演 - エリザベス・ベリントン
クリスマススペシャルに登場。ティムと隣接したデスクに座る。お喋り好きで一方的な長話をしてくるため、ティムに嫌がられている。

## エピソード
2001年分
- 第1話　俺は“理想の上司”
- 第2話　セクハラ捜査室
- 第3話　社内クイズ大会
- 第4話　研修狂想曲
- 第5話　美人秘書
- 第6話　リストラ宣告

2002年分
- 第7話　新しい部下たち
- 第8話　査定と面接
- 第9話　部下の誕生会
- 第10話　講師は俺だ
- 第11話　募金活動の日
- 第12話　人生は山あり谷あり

2003年・クリスマススペシャル
最終回より3年後を舞台にした前後編のスペシャル版。WOWOWでは前後編に分け、第13話・14話として放送。

## 主な賞歴
以下の括弧内の年代は、特に記述がない場合は開催年である。

### 英国アカデミー賞
- 第57回（2003年分）
受賞
  - シチュエーション・コメディ賞
  - コメディ演技賞 - リッキー・ジャーヴェイス

候補
  - コメディ演技賞 - マーティン・フリーマン
- 第56回（2002年分）と第55回（2001年分）
受賞（2回分）
  - シチュエーション・コメディ賞
  - コメディ演技賞 - リッキー・ジャーヴェイス

### エミー賞
- 第57回(2005)
候補
  - 作品賞（テレビ映画部門）
  - 脚本賞（ミニシリーズ/テレビ映画部門） - リッキー・ジャーヴェイス、スティーヴン・マーチャント

### ゴールデングローブ賞
- 第61回(2004)
受賞
  - 作品賞（テレビ部門/ミュージカルもしくはコメディ）
  - 主演男優賞（テレビ部門/ミュージカルもしくはコメディ） - リッキー・ジャーヴェイス

## アメリカ版

### 概説
2005年より放送が開始。シーズン9（201エピソード）まで制作された。人気コメディアンのスティーヴ・カレルを主演に迎えてリメイクされた。日本ではHuluとNetflixで動画配信されている。
舞台をアメリカの架空の製紙会社ダンダー・ミフリン社のペンシルバニア州スクラントン支社に移し、社員の日常を描いたモキュメンタリー形式である。原作の基本プロットを踏襲しつつオフィス内の脇役を複数追加するなど独自の要素を加えた。英国のものと同様に、実際のドキュメンタリーの外観をシミュレートするために、スタジオの観客や笑い声の追加などの演出は無く、シングルカメラで撮影された。
番組は第2シーズンで第58回プライムタイム・エミー賞コメディ部門の作品賞を受賞した。カレルはゴールデングローブ賞を受賞している。
番組のトーンが英国版から逸脱していくに伴い、テレビ評論家から大きな賞賛を受けるようになった。第8シーズンは質の低下で批判を浴びた。しかし、最終シーズンとなる第9シーズンは、概ね好評のうちに幕を閉じた。2013年5月16日に放送されたシリーズフィナーレは推定569万人が視聴し、批評家の称賛を浴びた。 2016年、ローリングストーン誌はこの番組を「史上最高のテレビ番組100選」に選出した。
スティーヴ・カレル、ジョン・クラシンスキー、レイン・ウィルソン、エド・ヘルムス、ブライアン・バウムガートナーなど出演俳優が監督している作品も多い。また、24のエピソードでクレジットされているミンディ・カリングは、スタッフの中で最も多作な作家であり出演者である。

## スタッフ
- 企画：リッキー・ジャーヴェイス、スティーヴン・マーチャント、グレッグ・ダニエルズ
- 製作総指揮：グレッグ・ダニエルズ、リッキー・ジャーヴェイス、スティーヴン・マーチャント、ベン・シルバーマン
- エグゼクティブプロデューサー：ハワード・クライン、ケン・クワピス、ポール・リーバースタイン、ジェニファー・セロッタ、B. J・ノヴァック、ミンディ・カリング、ブレント・フォレスター、ダン・スターリング
- プロデューサー：ケント・ズボナック、マイケル・シュール、ケン・クワピス、スティーブ・カレル、リー・アイゼンバーグ、ジーン・スタプニツキー、ランディ・コードレイ、ジャスティン・スピッツァー、チャーリー・グランディ、ウォーレン・リーバーシュタイン、ハルステッド・サリバン、スティーブ・ヘリー、デビッド・ロジャース、アーロン・シュア、スティーブ・バージェス、ジェナ・フィッシャー、エド・ヘルムズ、ジョン・クラシンスキー、レイン・ウィルソン、グラハム・ワグナー
- テーマ音楽：ジェイ・ファーガソン
- 撮影監督：ランドール・アインホーン、マット・ソーン、サラ・レヴィ、ピーター・スモクラー（パイロット版）
- 編集：デビッド・ロジャース、ディーン・ホランド、クレア・スカンロン
- 制作：ディードル・ディー・プロダクションズ、3 Arts Entertainment  Reveille Productions (2005-12年)  シャイン・アメリカ (2012-13年)  NBCユニバーサル・テレビジョン・スタジオ（2005-07年）  ユニバーサルメディアスタジオ（2007-11年）  ユニバーサル・テレビジョン（2011-13年）

## 脚本
脚本家が出演者を理解したうえで、俳優に合わせて書くことができたので、『ダイバーシティ・デイ』のエピソードではよりオリジナルなものにすることができた。第1シーズンに対する様々な反応を受けて、脚本家はシリーズをより「楽観的」にして、マイケル・スコットをより好感の持てる人物にしようとした。またシリーズのサポートキャラクターをより確立させて親しみやすい性格を持たせている。また、オフィスの明かりを明るくし、イギリスのシリーズとの差別化を図った。
ノヴァックによれば、脚本に関する共通の問題は、通常の22分の放送時間に対して長すぎる傾向があり、何度もカットされることになった。例えば、エピソード「調査委員会」の脚本は当初75ページで、これは10ページ長すぎた。 各話ごとに完全な脚本が書かれたが、撮影中は俳優に即興で演技する機会が与えられていた。フィッシャーは「わたしたちの番組は100パーセント台本通りです。脚本家はすべてを紙に書き記します。でも、わたしたちも少しは遊ぶ余地があります。スティーブとレインは素晴らしいアドリブをやる役者なんです。」と語っている。これらのアドリブにより、『オフィス』のほぼ全てのエピソードで大量の削除シーンがあり、しかしそれらはこの番組を形作る一部と考えられている。また削除シーンはNBC.comとiTunesで公開されたことがある。

## 主な登場人物と配役
マイケル・スコット
演 - スティーヴ・カレル
原作のデヴィッド・ブレントに相当。ダンダー・ミフリン社のスクラントン支社マネジャー。デヴィッド同様、無神経な人物として描かれており、部下たちの前で不適切なジョークを連発する。トビー以外の社員を皆友人だと考えており、自分は周りに慕われていると思い込んでいる。
ドワイト・シュルート
演 - レイン・ウィルソン
原作のギャレス・キーナンに相当。セールス担当であるが、地域マネージャー補佐を自称する変人。マイケルを尊敬しており、無理やり彼の補佐役として振る舞う。日常的にジムのイタズラの犠牲になっている。
ジム・ハルパート
演 - ジョン・クラシンスキー
原作のティム・カンタベリーに相当。セールス担当。受付のパムを気にしている。原作のティム同様仕事にはうんざりしており、業務時間の多くをドワイトへのイタズラとパムとの会話に割く。
パム・ビースリー
演 - ジェナ・フィッシャー
原作のドーン・ティンズリーに相当。受け付け係。１階の倉庫で働く婚約者がいるものの、結婚に踏み切ることがないまま数年が過ぎている。ジムが行うドワイトへのイタズラを楽しんでおり、しばしば協力している。
ライアン・ハワード
演 - B・J・ノヴァク
原作のリッキー・ハワードに相当。大学を卒業したばかりの契約社員。経営者になるのが夢で、業務の傍らビジネススクールに通っている。マイケルからは弟子扱いされている。
ジャン・レビンソン
演 - メロラ・ハーディン
原作のジェニファー・テイラー - クラークに相当。北東地域を管轄するマイケル直属の上司。監督業務の他、マイケルの問題行動が原因となってスクラントン支社を訪れることも多く、彼の無神経な言動に振り回されている。
スタンリー・ハドソン
演 - レスリー・デビッド・ベイカー
セールス担当。不機嫌な態度を示すことが多いものの、業務は真面目に行っている。マイケルを嫌っており、彼の自分勝手で無神経な行いに呆れている。
フィリス・ラパン
演 - フィリス・スミス
セールス担当。物静かだが社内ゴシップやガールズトークが好きな女性社員。冷蔵庫販売会社の社長を務める婚約者がいる。マイケルから性的魅力のなさや年齢を馬鹿にされる。マイケルとは高校の同級生。
メリディス・パーマー
演 - ケイト・フラナリー
当初は会計課所属の設定であったが、シーズン２以降供給担当に変更された。シングルマザー。不特定多数との性的交渉を活発に行っている。また、アルコール中毒であることも示唆されている。
アンジェラ・マーティン
演 - アンジェラ・キンゼイ
会計課のリーダー。感情を表に出すことが少ない、真面目で道徳や倫理を重んじる女性社員。婚約者がいるはずのパムがジムと頻繁に話し込んでいることを好ましく思っていない。
オスカー・マルチネス
演 - オスカー・ヌニェス
会計課所属。落ち着いた性格で会計に関する知識も豊富であり、同僚からの質問に答えたりマイケルへ財政上の指摘をすることが多い。ヒスパニック系であることからマイケルの不適切な人種ジョークの対象になる。
ケビン・マローン
演 - ブライアン・バムガートナー
会計課所属。思考や行動が鈍く、また思ったことをすぐ口に出す肥満体型の男性社員。音楽に対する関心が高く、地元のバンドでドラマーをしている。
トビー・フランダーソン
演 - ポール・リバースタイン
人事担当。物腰が低く消極的な性格。マイケルの発言や行動にストップをかける立場にあり、マイケル曰く「自分の仕事は職場を楽しい場所にすることなのに、トビーがつまらなくしている」ことから彼に嫌われている。
アンディ・バーナード
演 - エド・ヘルムズ
シーズン３よりメインキャストの一員として登場。スタンフォード支社セールス部門の地域マネジャー。コーネル大卒であることを誇りに思っており、目立ちたがりで自己中心的な性格。
クリード・ブラットン
演 - クリード・ブラットン
品質保証担当のベテラン社員。来歴や社外での様子などが謎に包まれた人物で、不思議な発言や行動をすることが多い。
ケリー・カプーア
演 - ミンディ・カリング
カスタマーサービス担当。お喋り好きで一方的に長話をすることが多く、一部の同僚には嫌がられている。また、インド系であることからオスカー同様マイケルの不適切な人種ジョークの対象にされる。
ロイ・アンダーソン
演 - デヴィッド・デンマン
１階倉庫の従業員。パムの婚約者で、ジムとパムの距離感を快く思っていない。ダリルとは良き友人。
ダリル・フィルビン
演 - クレイグ・ロビンソン
１階倉庫の従業員。マイケルがブルーカラーの話題に無理やり混ざる為に１階に降りてくるのを嫌がっている。

## 出演者の選出過程
ジェナ・フィッシャーによると、この作品では、台本を用いない一風変わったオーディションが行われていた。NBCのプログラマーであるケビン・ライリーは当初、プロデューサーのベン・シルバーマンにポール・ジアマッティをマイケル・スコット役として提案したが、この俳優は辞退した。マーティン・ショート、ハンク・アザリア、ボブ・オデンカークがこの役に興味を示していると報じられた。 2004年1月、バラエティ誌はコメディー番組『The Daily Show with Jon Stewart』のスティーブ・カレルが出演交渉中であると報じた。当時、彼はすでにNBCのコメディ『Come to Papa』に出演していたが、このシリーズはすぐにキャンセルされ、『The Office』に全力を注ぐことができるようになった。カレルは後に、オーディションを受ける前にイギリスのシリーズのオリジナルのパイロット版のエピソードを半分ほどしか見ていなかったと述べている。 他にも、ベン・ファルコーネ、アラン・テュディック、ジム・ズレビック、ポール・F・トンプキンスなどが候補として挙げられ、オーディションを受けている。レイン・ウィルソンは権力欲の強いお調子者のドワイト・シュルート役に起用され、オーディションを受ける前にイギリスのシリーズを全話見たという。 ウィルソンはもともとマイケル役のオーディションを受けており、その演技を「ひどいリッキー・ジャーヴェイズの物まね」と表現したが、キャストディレクターはドワイト役のオーディションの彼をより気に入り採用した。セス・ローゲン、マット・ベッサー、パットン・オズワルト、ジューダ・フリードランダーもこの役のオーディションを受けた。
ジョン・クラシンスキーとジェナ・フィッシャーは、ジムとパム役に起用された。二人とも番組の放送前は比較的無名だった。
クラシンスキーはB・J・ノヴァックと同級生で、二人は学生時代の親友だった。 フィッシャーはオーディションのために、できるだけつまらない格好をして、パムのオリジナルの髪型を作り上げた。 NPRの『フレッシュエア』のインタビューで、パムとジムの候補者（各4人）の相性を計るオーディションの最終段階を回想したフィッシャーは、「オーディションを受け、その場を終えた。フィッシャーはクラシンスキーとのシーンを終えたとき、彼は彼女が彼のお気に入りのパムであると彼女に言ったが、彼女は彼が彼女のお気に入りのジムであると返した。 アダム・スコットとジョン・チョーは両方ともジム役のオーディションを受け、キャサリン・ハーンもパムの役でオーディションを受けた。
脇役には、即興芝居で知られる俳優もいる。アンジェラ・キンゼイ、ケイト・フラナリー、オスカー・ヌニェス、レスリー・デイヴィッド・ベーカー、ブライアン・バウムガートナー、メロラ・ハーディン、デイヴィッド・デンマン、キンジーはもともとパムのオーディションを受けた。また、フラナリーは、メレディス・パーマーの役を獲得する前に、最初にヤン・レビンソン-グールドの役のオーディションを受けていた。  パイロット版の監督であるケン・クワピスは、キャスティングアソシエイトであるフィリス・スミスが他の俳優のオーディションで一緒に読んでいたのを非常に気に入り、彼女をフィリスとしてキャスティングした。第3シーズンの初めに、エド・ヘルムスとラシダ・ジョーンズがダンダー・ミフリン・スタンフォードのメンバーとしてキャストに加わる。ジョーンズは後にキャストを離れ、『Parks and Recreation』の役で出演を終えるが、2007年2月、NBCはヘルムスをシリーズレギュラーに昇格させることを発表した。
番組の脚本家のうち4人はカメラの前でも演技をしている。B・J・ノバックはダニエルズが彼のスタンドプレーを見た後、渋い派遣社員ライアン・ハワードとしてキャストに採用された最初の人物であった。また、マイケル・シューアはドワイトの従兄弟のモーズ役で何度かゲスト出演しており、コンサルティング・プロデューサーのラリー・ウィルモアは多様性トレーナーのブラウン氏役で出演している。第3シーズンにはイギリスのシリーズからマッケンジー・クルック、マーティン・フリーマン、ルーシー・デイヴィスが出演する予定だったが、スケジュールの都合で廃案となった。しかし、第7シーズンにはリッキー・ジャーヴェイスがデヴィッド・ブレントとして2度出演している。

## 撮影の手法
また、「オフィス」は、実際のドキュメンタリーのような外観を作るためにシネマ・ヴェリテスタイルでシングルカメラのセットアップで撮影され、スタジオの観客や笑いトラックがないため、その「死語」と「不条理」のユーモアが十分に伝わってくる。カメラのクルーが、一見、24時間、ダンダー・ミフリンとその従業員を撮っているという番組の大前提。カメラの存在はキャラクター、特に撮影に熱心に参加しているマイケル・スコットによって認識されている。特にジムとパムは、マイケルが厄介な状況を作り出したときにカメラの方を向く。登場人物はカメラクルーと1対1で話すヘッドインタビューまたは「告白」で補足されている。 俳優のジョン・クラシンスキーは、彼がジムとして出演することを知った後、オープニングクレジットのためにスクラントンの映像を撮影した。彼は調査のためにスクラントンを訪れ、実際の製紙会社の従業員にインタビューした。 
実際のドキュメンタリーのような雰囲気を出すために、プロデューサーは『サバイバー』のエピソードを監督したことで知られる撮影監督のランドール・アインホーンを雇い、実際のドキュメンタリーのような「荒くて飛び跳ねる」感じを持たせることができたという。 これは、ショーランナーのダニエルズ、プロダクション・デザイナーのドナルド・リー・ハリス（後にマット・フリンがプロダクション・デザイナーとなる）、パイロット版の監督ケン・クワピスが意図的に開発したメインセットの間取りによって促進され、カメラマンがキャラクターを「無意識に」捕らえることが可能になった。ほとんどのテレビセットとは異なり、事務所のレイアウトには動かせない壁を設けて、空気のない閉塞的な雰囲気を強調して、ドキュメンタリー映画のスタッフをキャラクターとともに閉じ込めることに成功したのである。
プロデューサーのマイケル・シュアーによると、このシリーズのプロデューサーはドキュメンタリー形式に厳格に従うという。プロデューサーたちはそれが可能かどうかを議論し、アインホーンはカメラマンがすべての場所を撮影するのに間に合うかどうかを確認するために、シーン全体を歩いた。シリーズ初期には厳格だったものの、後のシーズンでは形式に関する規則を緩め、実際のドキュメンタリークルーが行かないような場所にカメラマンが入ることも多く、シリーズの執筆やコメディスタイルも変化しているようだ。この変化は、評論家やファンから批判を受けている。

## 音楽
テーマ曲を選ぶことになったとき、プロデューサーのグレッグ・ダニエルズには、ザ・キンクスの「Better Things」、モデスト・マウスの「Float On」、エレクトリック・ライト・オーケストラの「Mr. Blue Sky」などの既存曲、そしてプロデューサーに寄せられたいくつかのオリジナル曲を使用しようと思っていた。 ダニエルズは出演者がどの曲を使うか投票することを決め、4つの選択肢を与えた。 彼らのほとんどは「ミスター・ブルー・スカイ」を希望したが、その選択肢はドラマシリーズ『LAX』（2004-2005）で既に使われていることが判明した。 こうして最終的に選ばれたのはジェイ・ファーガスンが書き、スクラントンズが演奏したオリジナルの曲であった。
このテーマは、スクラントンのシーン、オフィス周辺の様々な仕事、主要なキャストをフィーチャーしたタイトルシークエンスに重ねて再生される。シリーズのいくつかのエピソードは、テーマ曲の短縮版を使用しています。第4シーズンからは、それまで無音で流れていたクロージングクレジットにテーマ曲が流れるようになった。オープニングで流れる建物の外観はペンシルベニア州スクラントンにある実際の建物で、出演者のジョン・クラシンスキーが撮影した。
しかし、エルトン・ジョンの「Tiny Dancer」（「The Dundies」）やケニー・ロジャースとドリー・パートンの「Islands in the Stream」（「E-mail Surveillance」）などの曲がモンタージュやエンディングクレジットで流されることがある。 また、マイケルは携帯電話の着信音に「Mambo No.5」や後に「My Humps」を使ってヒップな印象を与えようとするなど、よく知られた音楽が使われる傾向がある。

## 主な賞歴

### プライムタイム・エミー賞

#### 受賞
- コメディシリーズ　作品賞

第58回（2006年）
- コメディシリーズ　監督賞

第61回（2009年）- ジェフリー・ブリッツ（シーズン５エピソード１４・１５ 'Stress Relief'）
- コメディシリーズ　脚本賞

第59回（2007年）- グレッグ・ダニエルズ（シーズン３エピソード１ 'Gay Witch Hunt'）

#### 候補
出典:
- コメディシリーズ　作品賞

第59回（2007年） - 第63回（2011年）
- コメディシリーズ　監督賞

第59回 - 第61回（2009年)
- コメディシリーズ　脚本賞

第58回、第60回、第62回（2010年） - 第64回（2012年）
- コメディシリーズ　主演男優賞

第58回 - 第63回（2011年)- スティーブ・カレル
- コメディシリーズ　助演男優賞

第59回 - 第61回- レイン・ウィルソン
- コメディシリーズ　助演女優賞

第59回 - ジェナ・フィッシャー

### ゴールデングローブ賞

#### 受賞
- 第63回（2006年）　テレビシリーズ演技賞（ミュージカル・コメディ部門）主演男優賞 - スティーブ・カレル[8]

#### 候補
出典:
- テレビシリーズ賞（ミュージカル・コメディ部門）

第64回（2007年）、第66回（2009年）、第67回（2010年）、第68回（2011年）
- テレビシリーズ演技賞（ミュージカル・コメディ部門）主演男優賞 - スティーブ・カレル

第64回、第65回（2008年）、第66回、第67回、第68回
- その他の更なる詳報は英語版ウィキペディア内The Office (US TV series)を参照。